# Henriette Saloz
Henriette Saloz-Joudra (* 19. Mai 1855 in Witebsk, Russisches Kaiserreich; † 27. Juni 1928 in Genf; heimatberechtigt in Moudon) war eine russisch-schweizerische Ärztin.

## Leben
Henriette Saloz war eine Tochter von Casimir de Joudra und Thècle Loubostchinski. Von 1875 bis 1876 studierte sie Natur- und Geisteswissenschaften in Genf. Saloz gehörte dem ersten Studienjahrgang der neuen medizinischen Fakultät an. Im Jahr 1883 war sie die erste Frau, die an der Universität Genf promovierte und danach in der Stadt praktizierte. Die Mitgliedschaft in der Medizinischen Gesellschaft wurde ihr aber verwehrt. Im Jahr 1883 heiratete sie Charles-Eugène Saloz, Arzt, Sohn von Jacques-Louis Saloz. Mit ihrem Gatten eröffnete sie eine Praxis im Genfer Quartier Rive. Dort wirkte sie auf vielfältige Art und Weise, wobei sie vor allem Frauen und Kinder behandelte.